# 約翰·漢納
約翰·大衛·漢納（John David Hannah，1962年4月23日—）是一位英國蘇格蘭電影和電視演員。他出演過神鬼傳奇系列、《四個婚禮一個葬禮》、《雙面情人》等電影。

## 外部連結
- 約翰·漢納在互联网电影资料库（IMDb）上的資料（英文）